# Iwaniska
Iwaniska ist eine Stadt in der polnischen Woiwodschaft Heiligkreuz, im Powiat Opatowski, und ist Sitz der städtisch-landwirtschaftlichen Gmina Iwaniska.
Iwaniska erhielt 1403 das Stadtrecht, wurde 1869 degradiert und erhielt 2022 die Stadtrechte zurück.

## Geografische Lage
Iwaniska liegt 13 km südwestlich von Opatów. Die Stadt befindet sich an der Koprzywianka und am südöstlichen Rand des Heiligkreuzgebirges. Im Süden und Südwesten des Ortes erstreckt sich der Iwaniska-Gebirgszug dieser Berge.
Durch Iwaniska verläuft die Woiwodschaftsstraße Nr. 757 von Opatów nach Stopnica, und hier beginnt die Woiwodschaftsstraße Nr. 758 nach Koprzywnica.
Etwa 2 km südöstlich von Iwaniska liegt der Ort Ujazd mit den Ruinen der Burg Krzyżtopór.
| Integrale Teile der Stadt Iwaniska | Integrale Teile der Stadt Iwaniska | Integrale Teile der Stadt Iwaniska |
| SIMC                               | Name                               | Art                                |
| ---------------------------------- | ---------------------------------- | ---------------------------------- |
| 0793680                            | Płaszczyzna                        | Siedlung                           |
| 0793696                            | Podlesie                           | Weiler                             |
| 0793704                            | Zabłocie                           | Weiler                             |

## Geschichte

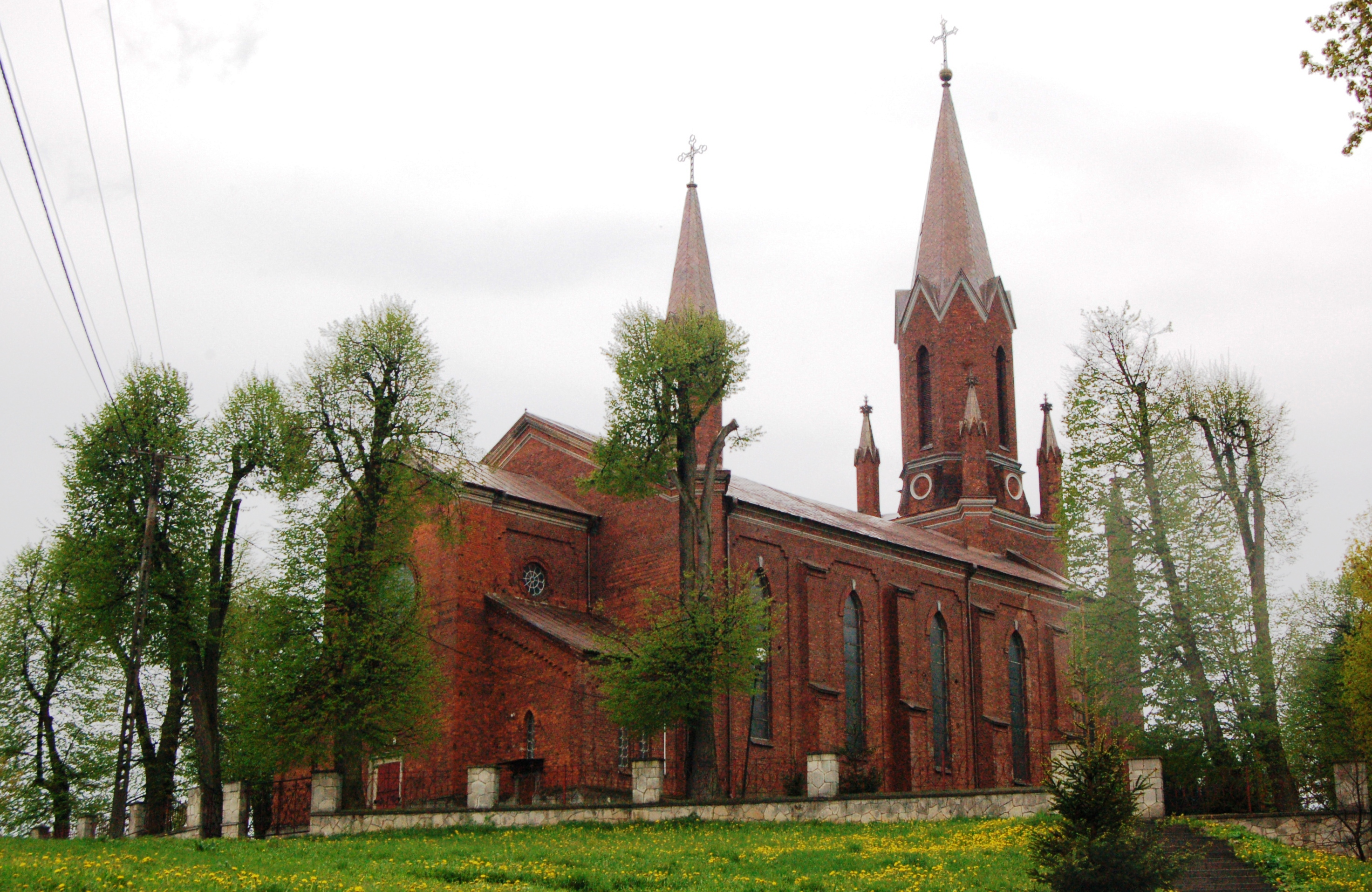
Kirche St. Katharina

Die erste Siedlung entstand hier am Übergang vom 13. zum 14. Jahrhundert. Im Jahr 1403 gründete die Familie Zborowskich auf dem Grund der Ortschaft Onispówka eine Stadt. Im selben Jahr errichtete der umliegende Adel hier eine Kirche. Zunächst war sie eine Filialkirche der Pfarrei in Ujazd. Erst nach der Zerstörung der dortigen Kirche wurde die Iwaniska-Kirche zur Pfarrei. Die Stadt trug zunächst den Namen Unieszów oder Uneszów. Ab der Mitte des 15. Jahrhunderts wurde bereits der heutige Name Iwaniska verwendet. Während der Reformation war die Stadt ein Zentrum des Calvinismus. Im Jahr 1552 fand hier ein calvinistischer Synod mit der Teilnahme unter anderem von Jan Łaski statt. Die nächsten Besitzer erlangten für Iwaniska Privilegien zur Abhaltung von Märkten sowie 13 Jahrmärkten pro Jahr. Die Stadt war ein wichtiges Zentrum des Handwerks. Hier entwickelten sich unter anderem so seltene Gewerke wie Goldschmiedekunst, Glockengießerei und Messingverarbeitung. Im Jahr 1578 gab es in der Stadt 44 Handwerker, 19 Brenner und 15 Pachtverpächter.
Im Jahr 1629 war Krzysztof Ossoliński der Eigentümer der Stadt, die im Landkreis Sandomierz der Woiwodschaft Sandomierz lag.
Im Jahr 1656 wurde Iwaniska geplündert und anschließend vollständig von einer Truppe der Kosaken unter Jerzy Rakoczy in Brand gesteckt. Nach dieser Niederlage konnte die Stadt ihre frühere Bedeutung nicht wiedererlangen. In den Jahren 1662–1663 hatte Iwaniska lediglich 50 Häuser und 416 Einwohner. Im Jahr 1674 war die Einwohnerzahl noch geringer und betrug 311 Personen.
Iwaniska gingen von den Ossolińskich, nachdem sie verschiedene Hände durchlaufen hatten, in den Besitz der Familie Sołtyków über. Laut einer Volkszählung von 1827 gab es in der Stadt 167 Häuser und 1088 Einwohner. Im Jahr 1869, nach dem Januaraufstand, verlor Iwaniska das Stadtrecht.
Im Jahr 1914 wurde eine Schmalspurbahnlinie aus Bogoria ins Dorf geführt. Diese stellte einen Teil der Jędrzejów-Bahn dar. Im Jahr 1959 wurde sie als unrentabel stillgelegt.
In den Jahren 1954–1972 gehörte das Dorf zur Gromada Iwaniska und war Sitz der dortigen Behörden. Von 1975 bis 1998 lag der Ort in der Woiwodschaft Tarnobrzeg.

## Persönlichkeiten aus Iwaniska
- Andrzej Poniedzielski (1954) – Poet, Songtexter, Humorist und Drehbuchautor.
- Sławomir Berdychowski (1968–2016) – Soldat, Colonel der Spezialkräfte.
- Mateusz Masternak (1987) – Boxer, Europameister der EBU, Berufssoldat.

## Sehenswürdigkeiten

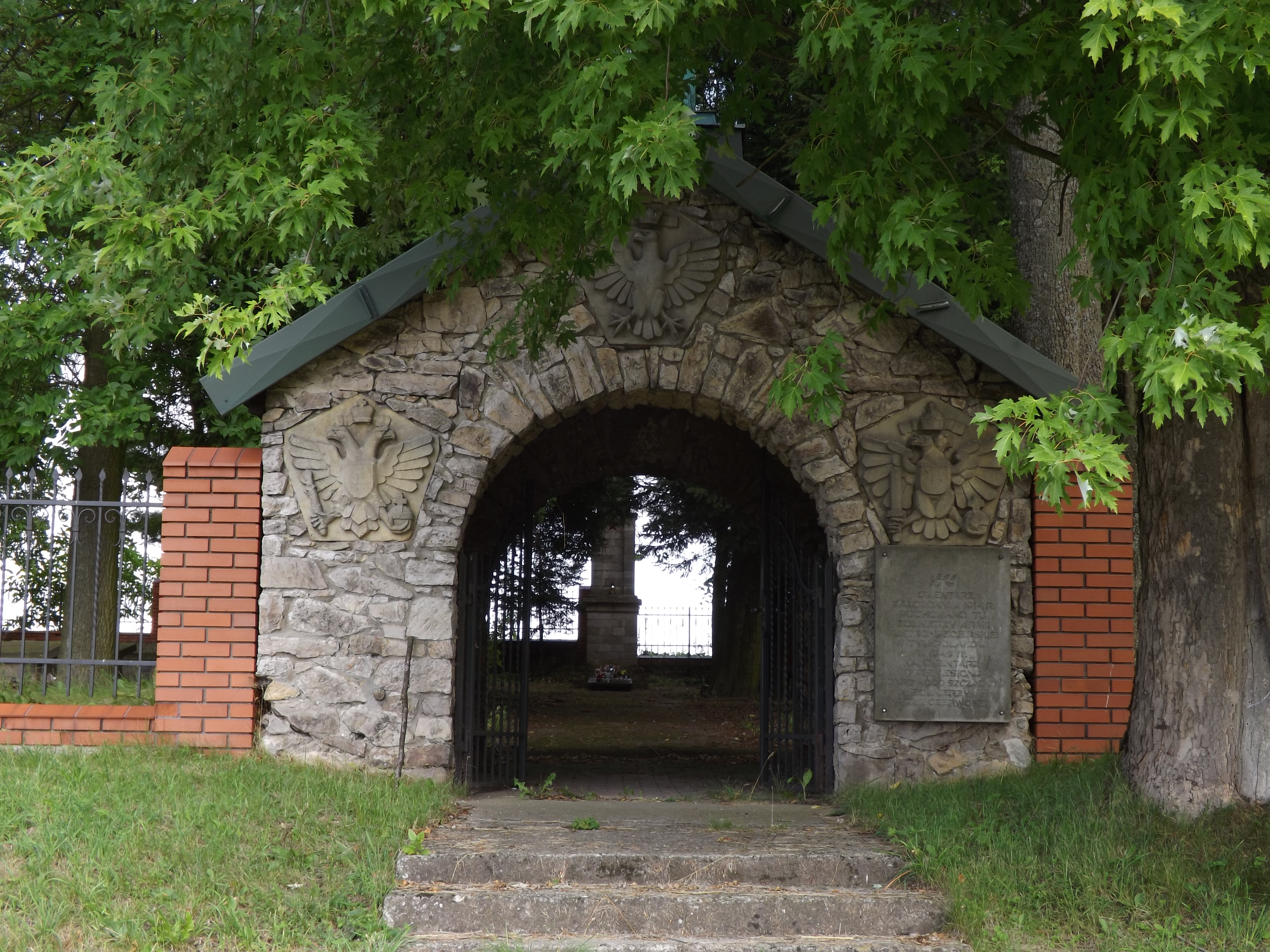
Das Haupttor des Soldatenfriedhofs in Iwaniska, auf dem über 4.000 Soldaten der Roten Armee begraben liegen, die in den Kämpfen an der Baranów-Sandomierz-Brücke in den Jahren 1944–1945 gefallen sind.

- Die neogotische Pfarrkirche St. Katharina aus dem frühen 20. Jahrhundert (errichtet an der Stelle der lärchenholzigen Kirche, die 1718 von Władysław Morsztyn gestiftet wurde und 1898 brannte).

In das Denkmalverzeichnis eingetragen (Nr. Rej.: A-13 vom 27. November 2007)
- Der Soldatenfriedhof in Iwaniska aus der Zeit des Ersten und Zweiten Weltkriegs (Nr. Rej.: A.511 vom 14. Juli 1988)[1]
- Der alte Kirchhof aus dem 15. Jahrhundert sowie der neuere Friedhof aus dem frühen 19. Jahrhundert mit der Grabkapelle der Familie Łempicki aus dem Jahr 1833.

## Sport
In Iwaniska gibt es seit dem 15. August 1996 einen Fußballverein, GKS Iwaniska, der in der Saison 2023/24 in der Klasse A spielt, die die siebte Liga der wichtigsten männlichen Fußballwettbewerbe in Polen darstellt.